# 阿根廷胶鼠
阿根廷胶鼠（学名：Octomys mimax）是啮齿目八齿鼠科中的一种，主要分布于阿根廷安第斯山山麓的多岩石地带。